# Ternava, Starîi Sambir
Ternava (în ucraineană Тернава) este localitatea de reședință a comunei Ternava din raionul Starîi Sambir, regiunea Liov, Ucraina.

## Demografie
Componența lingvistică a localității Ternava
     Ucraineană (100%)
Conform recensământului din 2001, toată populația localității Ternava era vorbitoare de ucraineană (100%).